# Cirque des Pessons
Le cirque des Pessons est un cirque naturel d'origine glaciaire des Pyrénées se trouvant en Andorre dans la paroisse d'Encamp.

## Toponymie
Pessons est la forme plurielle d'un terme catalan spécifiquement andorran, pessó ou peçó, signifiant littéralement « monticule »,. Dans ce cas, le terme s'applique aux amas de pierres liés aux dépôts glaciaires retrouvés dans le cirque,.
Cette double orthographe est d'ailleurs à l'origine de la graphie Circ dels Peçons. Pour Sans i Urgell, la graphie plus communément admise Pessons plaide en faveur de l'orthographe pessó à la place de peçó.

## Géographie

### Situation
Le cirque des Pessons se trouve au sud-est de la principauté d'Andorre. Il est compris dans son intégralité sur le territoire de la paroisse d'Encamp. On y accède par la route CS-280 qui est un embranchement long d'environ 2 km de la route CG-2 conduisant au lieu-dit Grau Roig. Le cirque se trouve ainsi à moins d'une dizaine de kilomètres du Pas de la Case.

### Topographie
Le cirque des Pessons forme un amphithéâtre ouvert au nord-est et fermé par une crête reliant cinq pics principaux. Au nord, on retrouve le pic des Pessons (2 857 m), le pic Alt del Cubil (2 833 m) et le pic Baix del Cubil (2 705 m). La façade sud comprend quant à elle notamment le pic de l'Àliga (2 820 m) et le pic de Montmalús (2 781 m). Il s'étend sur une longueur d'environ 3 km pour une largeur de 2 km, ce qui en fait le plus vaste cirque du pays. Son altitude oscille entre 2 400 m et 2 500 m.

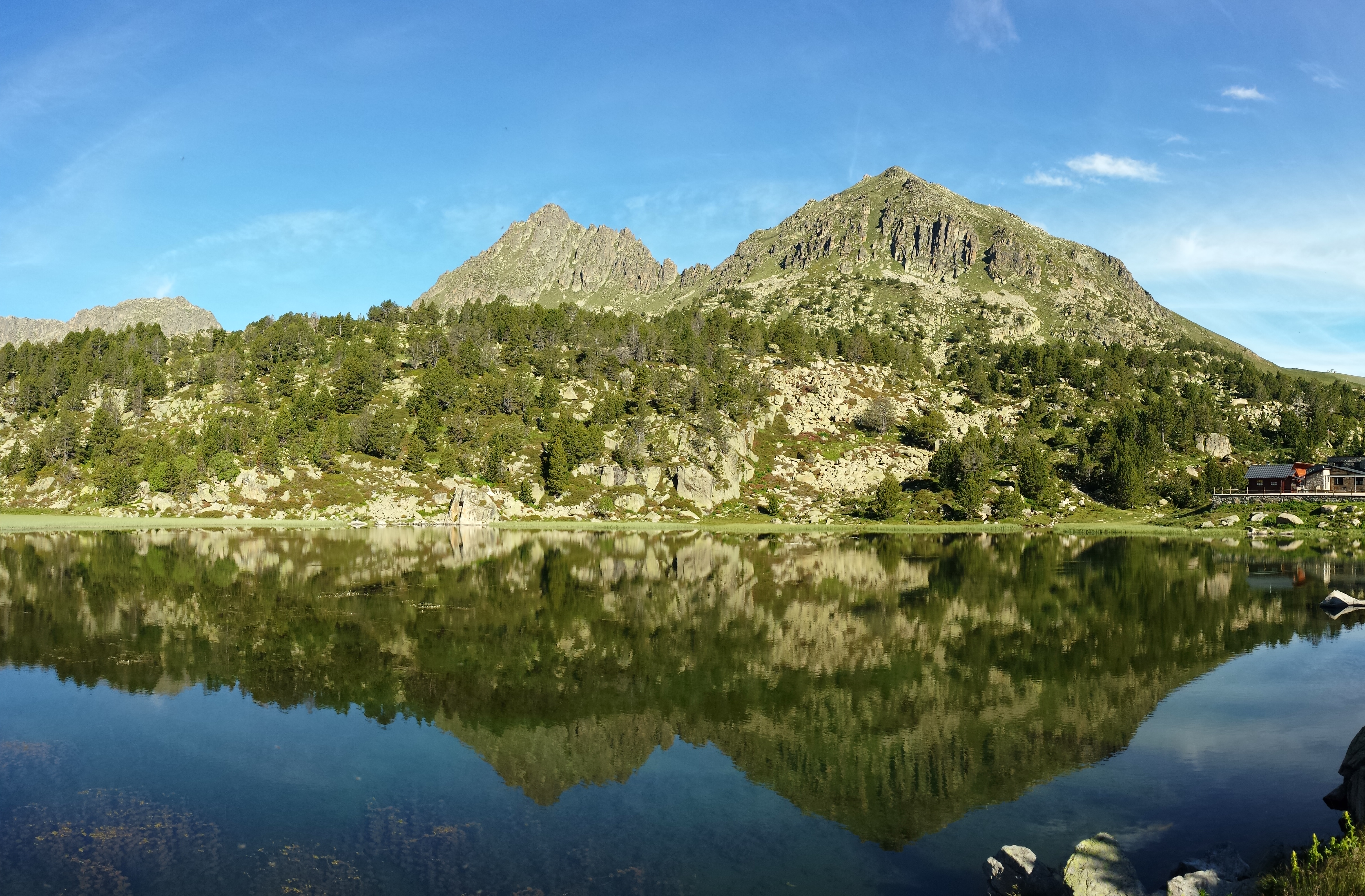
Face nord : pic des Pessons, pic Alt del Cubil, pic Baix del Cubil.
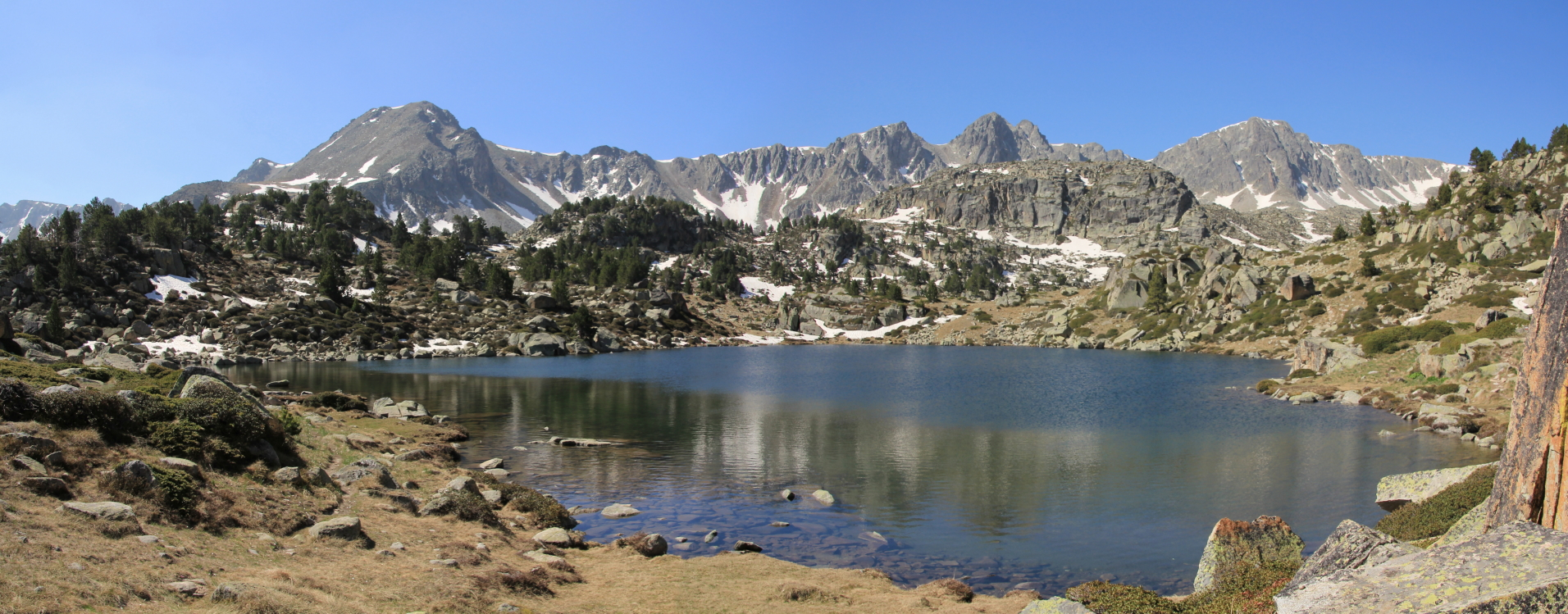
Face sud : pic de Montmalús, pic de l'Àliga.
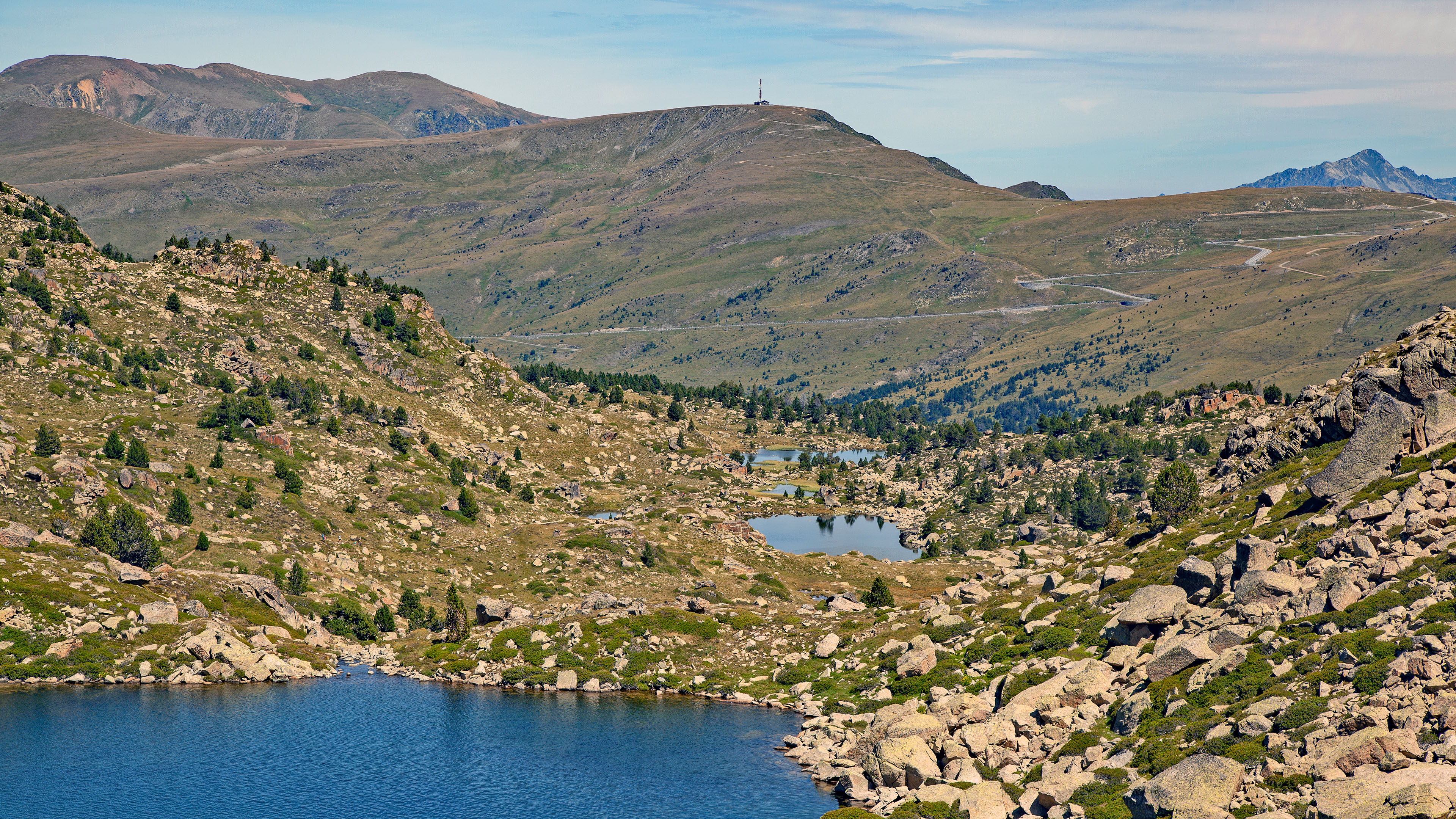
Vue vers l'aval, au loin le port d'Envalira.

### Hydrographie
Le cirque des Pessons est une zone particulièrement riche en lacs de montagne. Cette richesse s'explique par un mécanisme de surcreusement lié aux glaciations du quaternaire. Le réseau lacustre est interconnecté et notamment dense dans la partie nord-ouest du cirque,. Les eaux issues du cirque des Pessons donnent naissance à la Valira d'Orient, principal cours d'eau de l'Est de la principauté. Le tableau suivant présente la liste des principaux lacs du cirque.
| Nom                         | Nombre | Altitude (m) | Superficie (ha)   | Coordonnées                 | Image |
| --------------------------- | ------ | ------------ | ----------------- | --------------------------- | ----- |
| Estany del Cap dels Pessons | 1      | 2579         | 0,9               | 42° 30′ 44″ N, 1° 39′ 56″ E |       |
| Estany de les Fonts         | 1      | 2489         | 1,9               | 42° 30′ 57″ N, 1° 40′ 04″ E |       |
| Estany del Meligar          | 1      | 2438         | 1,3               | 42° 31′ 06″ N, 1° 40′ 28″ E |       |
| Estany Primer               | 1      | 2299         | 2,7               | 42° 31′ 30″ N, 1° 41′ 16″ E |       |
| Rodó (Estany)               | 1      | 2373         | 1,2               | 42° 31′ 19″ N, 1° 40′ 48″ E |       |
| Estanys de la Solana        | 5      | 2463 2464    | 0,3 < 0,1 0,1 0,4 | 42° 31′ 28″ N, 1° 40′ 31″ E |       |

### Géologie
Le cirque des Pessons est situé sur la chaîne axiale primaire des Pyrénées. Il est formé de granite et se trouve, comme tout le Sud-Est de l'Andorre, sur le batholite granitique de Mont-Louis-Andorre qui s'étend jusqu'en Espagne et couvre une surface de 600 km2. Appartenant à la partie granitique de la principauté, le relief du cirque apparaît particulièrement découpé.
| \| Cirque des Pessons \|                                   |                                                     |
| Le cirque des Pessons sur la carte géologique de l'Andorre | Le relief découpé des sommets granitiques du cirque |
| Cirque des Pessons                                         |                                                     |

## Activités

### Protection environnementale

Carte des espaces naturels protégés d'Andorre.

Le cirque des Pessons ne possède actuellement pas de statut propre d'aire protégée bien que des propositions aient été faites en ce sens dès la fin des années 1970. Toutefois sa façade sud, de la Collada dels Pessons jusqu'au pic de l'Àliga en passant par les crêtes du Gargantillar, constitue la limite nord-est de la vallée du Madriu-Perafita-Claror classée au patrimoine mondial et constituant également un site Ramsar.

### Randonnée
Il est possible d'y accéder par la station de ski de Grandvalira au secteur de Grau Roig. Il est dominé par le pic des Pessons (2 857 m). La randonnée pour y accéder ne présente pas de grandes difficultés et ne demande pas plus de 6 heures.
Le cirque est traversé du nord-est au sud-ouest (de l'estany Primer à la Collada dels Pessons) par le GR 7 dont le trajet se superpose à celui du GRP. Ce dernier est un chemin de randonnée long de 120 km formant une boucle au travers de toutes les paroisses du pays. Après la Collada dels Pessons, tous deux se poursuivent vers l'estany de l'Illa dans la vallée du Madriu-Perafita-Claror. Il n'existe pas de refuge de montagne au sein du cirque mais le refuge de l'Illa est accessible par le GR 7 et le GRP.

Carte des principaux chemins de randonnée et refuges d'Andorre.
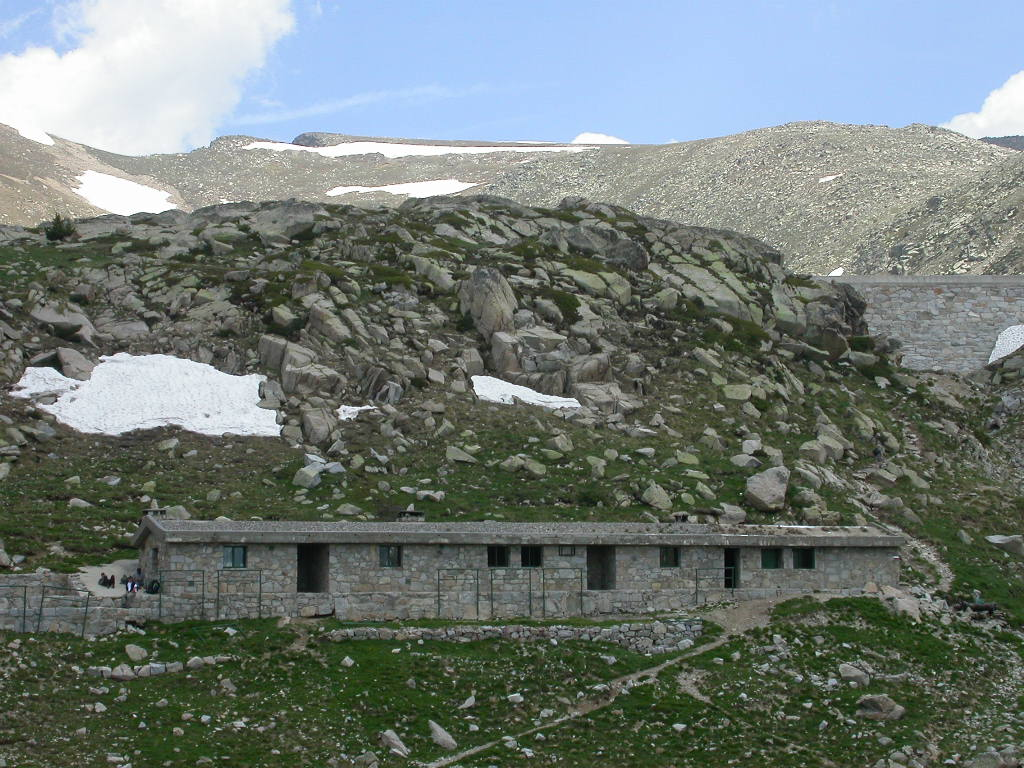
Le refuge de l'Illa.

### Sports d'hiver
Le secteur Grau Roig de la station de sports d'hiver Grandvalira se trouve à l'entrée du cirque (pic Baix del Cubil).